# Леворин
Леворин  — природний протигрибковий препарат з групи полієнових антибіотиків для перорального та місцевого застосування. Виробництво препарату передбачає використання продуктів життєдіяльності Actinomyces levoris. Уперше леворин був виділений у 1956 році у колишньому СРСР. Препарат застосовується лише у деяких країнах колишнього Радянського Союзу, порівняльні дослідження ефективності препарату не проводились.

## Фармакологічні властивості
Леворин — природний протигрибковий препарат з групи полієнових антибіотиків обмеженого спектру дії. Препарат може виявляти як фунгіцидну, так і фунгістатичну дію, що залежить від концентрації препарату. Механізм дії леворину полягає у порушенні синтезу клітинної стінки грибків шляхом інгібування синтезу стеролів шляхом зв'язування препаратуіз ергостеролом мембран збудників мікозів. До леворину чутливі грибки роду Candida, а також найпростіші — амеби, лейшманії, трихомонади. Інші збудники мікозів малочутливі до леворину.

### Фармакокінетика
Леворин погано всмоктується у шлунково-кишковому тракті, більше 30% препарату руйнується під дією шлункового соку. Згідно експериментальних даних, максимальна концентрація леворину в крові досягається протягом 3 годин після прийому препарату. При місцевому застосуванні леворин не визначається у крові. Препарат погано проникає у тканини організму. Біодоступність препарату не досліджена. Леворин не метаболізується в організмі, виводиться переважно із калом. Період напіввиведення препарату не досліджений.

## Показання до застосування
Леворин застосовується при кандидозі ротової порожнини, стравоходу, кишечнику, шкіри та слизових оболонок, кандидозному вульвовагініті, кандидозному циститі; місцево застосовується при пароніхіях, міжпальцевих ерозіях та ураженнях складок шкіри.

## Побічна дія
При застосуванні леворину всередину можливе виникнення нудоти, блювання, діареї, погіршення апетиту, головного болю; при місцевому застосуванні — алергічні реакції (переважно свербіж шкіри та алергічний дерматит) та інші місцеві реакції на шкірі та слизових оболонках.

## Протипокази
Леворин протипоказаний при печінковій та нирковій недостатності; панкреатиті; виразковій хворобі шлунку та дванадцятипалої кишки; гострих кишкових захворюваннях, які не викликані патогенними грибками; вагітності. При вагінальному застосуванні леворин протипоказаний також у менструальному періоді та метроррагії. При лікуванні леворином рекомендовано припинити годування грудьми. Леворин не застосовується дітям до 2 років.

## Форми випуску
Леворин випускається у вигляді таблеток для прийому всередину по 500 тис. ОД; буккальних таблеток по 0,005 та 0,01 г і 500 000 ОД; вагінальних таблеток по 0,005 г; гранул для приготування суспензії в упаковках по 1 г та банках по 16 г; порошку для приготування суспензії для прийому всередину по 120 г у банках та у вигляді порошку для приготування розчину у флаконах по 10 мл та 4 мг леворину; мазі у тубах по 30 та 50 г із концентрацією леворину 500 тис. ОД/г. Станом на 2015 рік в Україні даний препарат не зареєстрований.